# Matthias Schoenaerts

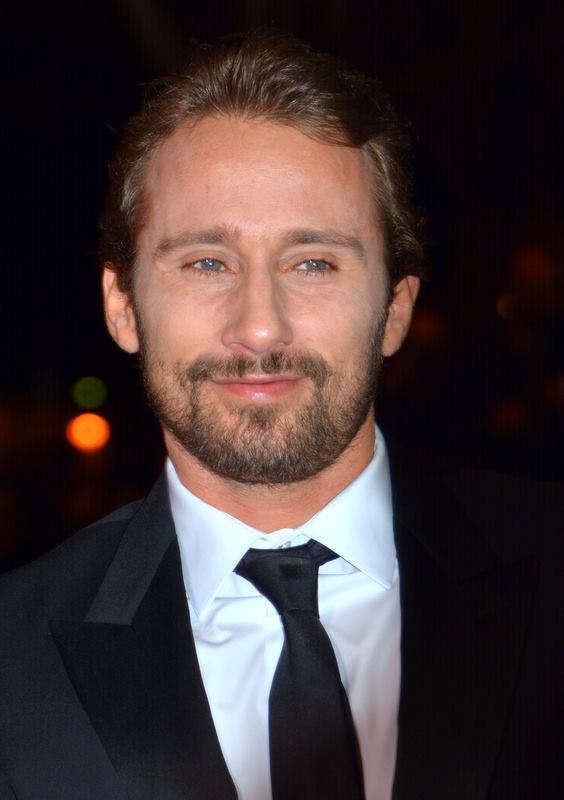
Matthias Schoenaerts (2016)

Matthias Schoenaerts (ur. 8 grudnia 1977 w Antwerpii) – belgijski aktor i grafik pochodzenia flamandzkiego.

## Życiorys

### Wczesne lata
Urodził się w Antwerpii w Belgii jako syn Dominique Wiche, kostiumograf, i Juliena Schoenaertsa, aktora teatralnego. Opanował zarówno język flamandzki, jak i język francuski, m.in. dzięki swojej babci z Liège. W okresie dojrzewania poświęcił się piłce nożnej i malarstwu. W malarstwie skupiał się głównie na graficie. Ukończył konserwatorium królewskie w Antwerpii (Koninklijk Conservatorium Antwerpen).

### Kariera
Mając osiem lat po raz pierwszy pojawił się na planie filmowym u boku swojego ojca. W wieku 15 lat wystąpił jako Wannes Scholliers w dramacie biograficznym Daens o Adolfie Daensie, nominowanym do Oscara dla najlepszego filmu nieanglojęzycznego, gdzie jego ojciec grał rolę biskupa Gandawy, Antoine’a Stillemansa.
Można go było zobaczyć w jednym odcinku serialu telewizyjnego Patrol 101 (2001), melodramacie Meisje (2002) w roli Oscara, zbuntowanego syna, komediodramacie Z piątku na sobotę (Any Way the Wind Blows, 2003) jako Chouki, dreszczowcu Ellektra (2005), gdzie po raz ostatni na ekranie przed śmiercią pojawił się jego ojciec oraz filmie Dennis van Rita (2006) w roli Dennisa, 26-letniego chłopaka, który po odsiedzeniu kary za gwałt wychodzi z więzienia. 
Po powrocie z Hollywood Paul Verhoeven zaangażował go do roli Joopa w filmie Czarna księga (2006), którego akcja umiejscowiona jest w Hadze podczas okupacji niemieckiej. W 2010 znalazł się w obsadzie horroru La meute obok takich aktorów jak Yolande Moreau, Émilie Dequenne i Benjamin Biolay. 
W filmie Głowa byka (2011) Michaëla R. Roskama zagrał Jacky Vanmarsenille’a, flamandzkiego hodowcę bydła. Do tej roli Matthias musiał przybrać 30 kg muskulatury. Film został nominowany do Oskara w kategorii najlepszy film nieanglojęzyczny. Wkrótce zagrał w dreszczowcu erotycznym Loft (2012), dramacie kryminalnym Michaëla Roskama Brudny szmal (Animal Rescue, 2014) Toma Hardy, Noomi Rapace i Jamesa Gandolfiniego, melodramacie  Thomasa Vinterberga Z dala od zgiełku (2015) u boku Carey Mulligan oraz dramacie biograficznym Toma Hoopera Dziewczyna z portretu (2015), gdzie wcielił się w postać Hansa Axgila.

## Filmografia

### Filmy fabularne
- 1992: Daens reż. Stijn Coninx jako Wannes Scholliers
- 2002: Meisje reż. Dorothée Van Den Berghe jako Oscar
- 2003: Any Way the Wind Blows reż. Tom Barman jako Chouki
- 2004: Ellektra reż. Rudolf Mestdagh jako DJ Cosmonaut
- 2006: Dennis van Rita reż. Hilde Van Mieghem jako Dennis
- 2006: Czarna księga reż. Paul Verhoeven jako Joop
- 2007: Nadine reż. Erik de Bruyn jako Cornee
- 2007: De muze reż. Ben van Lieshout
- 2008: Loft reż. Erik Van Looy jako Filip Willems
- 2008: Linkeroever reż. Pieter Van Hees jako Bob
- 2009: My Queen Karo reż. Dorothée Van Den Berghe jako Raven
- 2010: Pulsar reż. Alex Stockman jako Samuel Verbist
- 2010: La Meute reż. Franck Richard jako Le gothique en toc
- 2010: Duts (serial TV)
- 2011: De Bende van Oss reż. André van Duren jako Ties van Heesch
- 2011: De president reż. Erik de Bruyn jako Krasimir
- 2011: Głowa byka (Rundskop), reż. Michaël Roskam jako Jacky Vanmarsenille
- 2012: Z krwi i kości reż. Jacques Audiard jako Alain van Versch
- 2012: Loft reż. Erik Van Looy jako Filip
- 2013: Waste Land jako Leo Woeste
- 2014: Suite Francaise[4] jako Bruno von Falk
- 2015: Dziewczyna z portretu (The Danish Girl) jako Hans Axgil
- 2015: Nienasyceni (A Bigger Splash) jako Paul de Smedt
- 2015: Maryland jako Vincent
- 2015: Galveston jako Roy Cavy
- 2015: Candy Store jako Black Zegna
- 2015: Z dala od zgiełku (Far from the Madding Crowd) jako Gabriel Oak
- 2017: Na krawędzi jako Gigi
- 2018: Kursk jako Mikhail Averin
- 2018: Bliscy wrogowie jako Manuel Marco
- 2018: Czerwona jaskółka (Red Sparrow) jako Vanya Egorov
- 2018: Mustang jako Roman
- 2019: Ukryte życie jako kapitan Herder
- 2019: Pralnia jako Maywood
- 2020: The Old Guard jako Booker

### Seriale TV
- 2001: Patrouille 101 jako Jens Goossens
- 2001: Stille waters
- 2008: L'Empereur du goût (De smaak van De Keyser) jako Alfred Lenaerts
- 2009: Los zand (serial TV) jako Vincent Vandeweghe
- 2013: Więzy krwi reż. Guillaume Canet jako Anthony Scarfo

## Nagrody
| Rok  | Nagroda                                                                  | Kategoria                  | Film           |
| ---- | ------------------------------------------------------------------------ | -------------------------- | -------------- |
| 2011 | Next Wave Award na festiwalu Austin Fantastic Fest                       | Najlepszy aktor            | Głowa byka     |
| 2012 | Nagroda Indywidualna) na Międzynarodowym Festiwalu Filmowym w Valladolid | Najlepszy aktor            | Z krwi i kości |
| 2013 | Cezar przyznany przez Francuską Akademię Sztuki i Techniki Filmowej      | Najlepszy obiecujący aktor | Z krwi i kości |